# Al-Masry Club Stadion
Het Al-Masry Club Stadion (Arabisch:ستاد النادي المصري) is een multifunctioneel stadion in Port Said, Egypte. Het heette eerst Port Said-stadion. Het stadion wordt vooral gebruikt voor voetbalwedstrijden. De voetbalclub Al-Masry maakt van dit stadion gebruik bij zijn thuiswedstrijden.

## Stadionramp
Op 1 februari 2012 vond in het Port Saidstadion een ramp plaats. Er braken na een voetbalwedstrijd tussen Al-Masry en Al-Ahly rellen uit onder de supporters. Volgens sommige bronnen vielen er 75 doden en meer dan 1.000 gewonden. Andere bronnen spraken van 74 dodelijke slachtoffers en zo'n 250 gewonden. Het was de dodelijkste stadionramp sinds die op 16 oktober 1996 in het Doroteo Guamuch Flores-stadion in Guatemala.

## Toernooien
- In 2006 werd van dit stadion gebruik gemaakt voor voetbalwedstrijden op het Afrikaans kampioenschap voetbal dat van 20 januari tot en met 10 februari 2006 in Egypte werd gespeeld. In dit stadion waren 5 groepswedstrijden en de kwartfinale tussen Nigeria en Tunesië (1–1).[3]
- In 2009 werd er weer gebruik gemaakt van dit stadion op een internationaal toernooi, dit keer voor het Wereldkampioenschap voetbal onder 20 jaar, wat van 25 september tot en met 16 oktober 2009 in Egypte werd gehouden. Dit keer waren er 6 groepswedstrijden en de achtste finale tussen Brazilië en Uruguay (3–1).